# Epeli Ganilau
Brigadeiro-General Ratu Epeli Ganilau (10 de outubro de 1951 – 23 de março de 2023) foi um oficial militar e político fijiano. Sua carreira anteriormente abrangeu cargos como Comandante das Forças Militares de Fiji e Presidente do Bose Levu Vakaturaga (Grande Conselho de Chefes). Em 15 de janeiro de 2007, ele foi empossado como Ministro para os Assuntos Fijianos no gabinete interino formado após o golpe militar que depôs o governo de Laisenia Qarase em 5 de dezembro de 2006.
Ganilau era filho do primeiro presidente da República de Fiji, Sir Penaia Ganilau. Em 1999, como cofundador do Aliança Democrata Cristã, também foi eleito senador (até 2001). Foi casado com Adi Ateca Ganilau, filha de Kamisese Mara, o primeiro primeiro-ministro das Fiji independente e posteriormente presidente do país.